# Clod
Clod, pseudonimo di Claudio Onesti (Modena, 1949), è un fumettista italiano, è attivo nel campo dei fumetti da più di trent’anni, arco di tempo in cui ha pubblicato su testate per ragazzi in Italia, Francia e Germania.

## Biografia
Ha collaborato regolarmente con “Il Giornalino”, “Il Corriere dei Ragazzi”, la francese “Pif” e la tedesca “Zack”, giusto per citarne qualcuna.
Ha creato per il Guerin Sportivo il personaggio del vecchio Eligio, custode dello stadio e ferratissimo in ogni sport; sogna di diventare un imbattibile campione nonostante l'età avanzata.
Particolarmente importante il suo rapporto pluriennale con Bonvi, con il quale ha collaborato per la realizzazione di “Nick Carter” nei primi anni ’70, alcune storie animate per “Supergulp” verso la fine degli anni ’70, fino alla collaborazione sulle “Sturmtruppen” negli anni ’80.
Negli anni '90 ha lavorato con Silver per Cattivik .
Ha poi lavorato su testi di Bonvi (per Nick Carter), di François Corteggiani (per Pif), di Goux (Agence Explorax), di Garofalo (per Gangster Story), di Soda (fumetti di genere sportivo), di Palmieri (per Zoyk e Pianeta Sound).
Nei primi anni '90 Clod ha creato il personaggio di "Imolozzo Sforza" per una raccolta di figurine pubblicitaria ideata dai commercianti del centro della città di Imola per promozionare la loro attività. Detta raccolta era costituita da una figurina autoadesiva personalizzata per ogni negozio partecipante all'iniziativa che raffigurava Imolozzo coinvolto a qualche titolo nelle attività del negozio. In seguito sulla falsariga di "Imolozzo Sforza" Clod creò il personaggio di "Manfredo" per la città di Faenza.